# Le Bignon-Mirabeau
Le Bignon-Mirabeau är en kommun i departementet Loiret i regionen Centre-Val de Loire strax norr Frankrikes mitt. Kommunen ligger i kantonen Ferrières-en-Gâtinais som tillhör arrondissementet Montargis. År 2022 hade Le Bignon-Mirabeau 307 invånare.

## Befolkningsutveckling
Antalet invånare i kommunen Le Bignon-Mirabeau
| Referens: INSEE |